# Chute de Phnom Penh
 (janvier 2023).
Le contenu est difficilement compréhensible vu les erreurs de traduction, qui sont peut-être dues à l'utilisation d'un logiciel de traduction automatique.
Guerre civile cambodgienne, guerre du Viêt Nam
La chute de Phnom Penh est la prise de Phnom Penh, capitale de la République khmère (dans l'actuel Cambodge), par les Khmers rouges le 17 avril 1975, mettant ainsi fin à la guerre civile cambodgienne. Début avril 1975, Phnom Penh, l'un des derniers bastions de la république khmère, est encerclée par les Khmers rouges et totalement dépendante du ravitaillement aérien via l'aéroport de Pochentong.
Avec une victoire imminente des Khmers rouges, le gouvernement des États-Unis a évacué les ressortissants américains et les cambodgiens alliés le 12 avril 1975. Le 17 avril, le gouvernement de la république khmère a évacué la ville, dans l'intention d'établir un nouveau centre gouvernemental près de la frontière thaïlandaise pour continuer la résistance. Plus tard dans la journée, les dernières défenses autour de Phnom Penh ont été envahies et les Khmers rouges ont occupé Phnom Penh.
Les forces capturées de la république khmère ont été emmenées au stade olympique où elles ont été exécutées. De hauts dirigeants du gouvernement et de l'armée ont été contraints d'écrire des aveux avant leur exécution. Les Khmers rouges ont ordonné l'évacuation de Phnom Penh, vidant la ville à l'exception des expatriés qui se sont réfugiés à l'ambassade de France jusqu'au 30 avril, date à laquelle ils ont été transportés en Thaïlande.

## Contexte

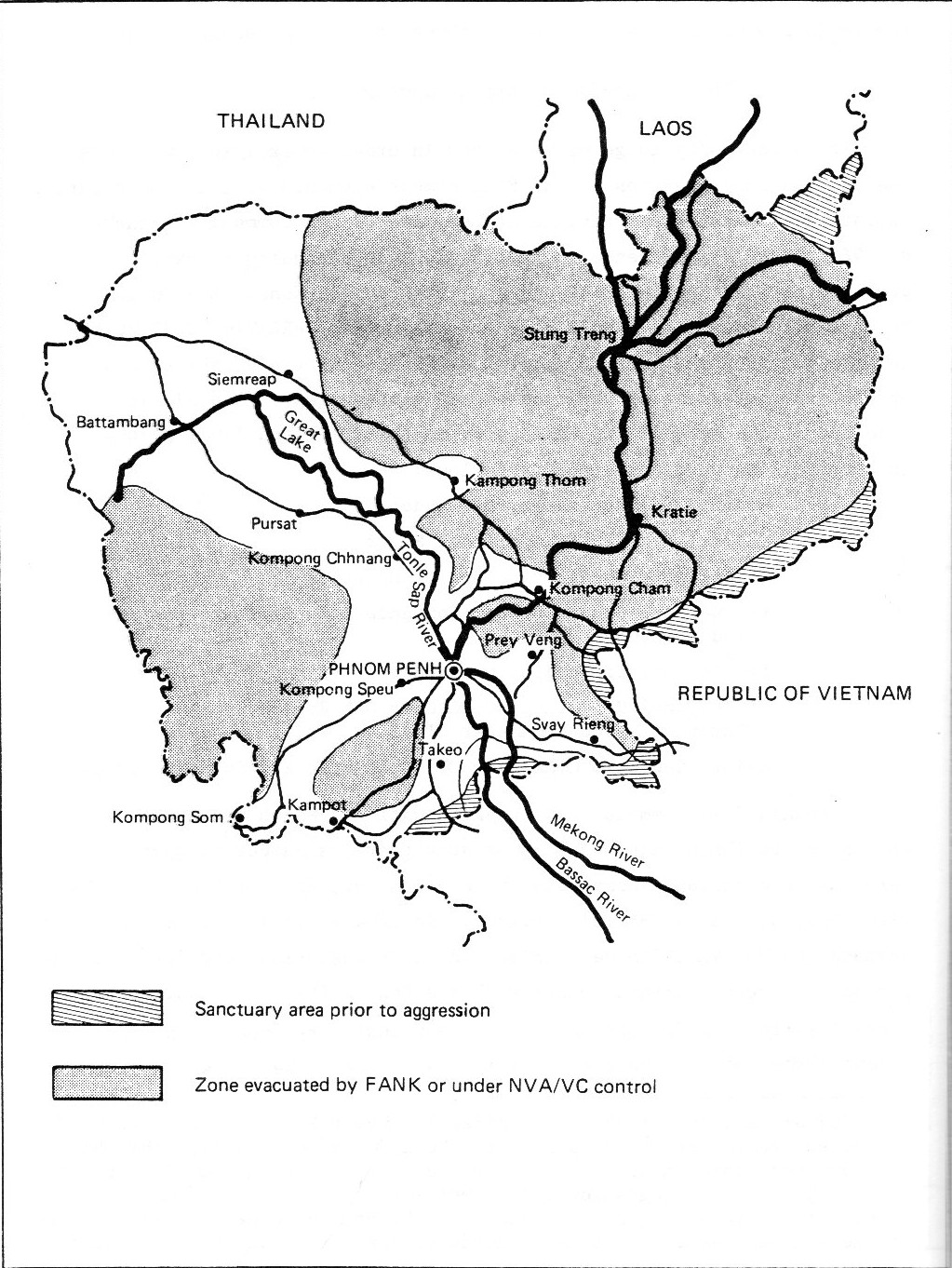
Carte montrant le prise de contrôle de la ville.En sombre les positions gouvernementales.
En clair, les territoires capturés par les Khmers Rouge.

Au début de 1975, la république khmère, un gouvernement militaire soutenu par les États-Unis, ne contrôlait que la région de Phnom Penh et un chapelet de villes le long du Mékong qui constituaient la voie d'approvisionnement cruciale pour la nourriture et les munitions venant en amont du Sud-Vietnam. Dans le cadre de leur offensive de saison sèche de 1975, plutôt que de renouveler leurs attaques frontales sur Phnom Penh, les Khmers rouges ont décidé de couper la route d'approvisionnement cruciale du Mékong. Le 12 janvier 1975, les Khmers rouges ont attaqué Neak Luong, un avant-poste défensif clé des Forces armées nationales khmères (FANK) sur le Mékong.
Le 27 janvier, sept navires sont entrés dans Phnom Penh, les survivants d'un convoi de 16 navires qui avaient été attaqués au cours du voyage de 100 kilomètres depuis la frontière sud-vietnamienne. Le 3 février, un convoi se dirigeant vers l'aval a heurté des mines navales posées par les Khmers rouges à Phú Mỹ, à environ 74 kilomètres de Phnom Penh. La marine nationale khmère (MNK) avait une capacité de déminage, mais en raison du contrôle des berges par les Khmers rouges, le déminage était impossible ou, au mieux, extrêmement coûteux. Le MNK avait perdu un quart de ses navires et 70% de ses marins avaient été tués ou blessés.
Le 17 février, la République khmère a abandonné les tentatives de réouverture de la ligne d'approvisionnement du Mékong. Toutes les fournitures ultérieures pour Phnom Penh devraient arriver par avion à l'aéroport de Pochentong. Les États-Unis ont rapidement mobilisé un pont aérien de nourriture, de carburant et de munitions vers Phnom Penh, mais comme le soutien américain à la République khmère était limité par l'amendement Case-Church (en), BirdAir (en), une société sous contrat au gouvernement américain, contrôlait le pont aérien avec une flotte mixte d'avions C-130 et DC-8, volant 20 fois par jour à Pochentong depuis l'aérodrome de la marine royale thaïlandaise d'U-Tapao (en). 
Le 5 mars, l'artillerie khmère rouge à Toul Leap, au nord-ouest de Phnom Penh, a bombardé l'aéroport de Pochentong, mais les troupes des FANK ont repris Toul Leap le 15 mars et ont mis fin au bombardement. Les forces khmères rouges ont continué à se rapprocher du nord et de l'ouest de la ville et ont rapidement pu tirer à nouveau sur Pochentong. Le 22 mars, des roquettes ont frappé deux avions de ravitaillement, obligeant l'ambassade américaine (en) à annoncer le lendemain une suspension du pont aérien jusqu'à ce que la situation sécuritaire s'améliore. Réalisant que la République khmère s'effondrerait bientôt sans ravitaillement, l'ambassade a annulé la suspension le 24 mars et a augmenté le nombre d'avions disponibles pour le pont aérien. L'espoir du gouvernement khmer et de l'ambassade était que l'offensive des Khmers rouges pourrait être retardée jusqu'au début de la saison des pluies en mai, lorsque les combats se sont généralement calmés.

## Offensive

### Fin mars
Fin mars, les FANK maintenaient un périmètre défensif à environ 15 kilomètres du centre de Phnom Penh. Au nord-ouest, la 7e division était dans une position de plus en plus difficile, son front avait été coupé en plusieurs endroits, notamment dans la région de Toul Leap qui avait changé plusieurs fois de mains. La 3e division, située sur la route 4 à proximité de Bek Chan, à environ 10 kilomètres à l'ouest de Pochentong, a été coupée de son propre poste de commandement à Kampong Spoe (en). 
Au sud, la 1re division s'est occupée de la défense, avec la 15e brigade du général de brigade Lon Non. Il s'agissait de la partie la plus calme du front à cette époque. Dans la région de Ta Khmau, de la route 1 et de la rivière Bassac, la 1re division a été soumise à la pression continue des Khmers rouges. À l'est de la capitale se trouvaient la brigade de parachutistes et les troupes de la région militaire de Phnom Penh. La base navale du MNK sur la péninsule de Chrouy Changvar (en) et la base de l'armée de l'air khmère (en) (KAF) à Pochentong étaient défendues par leurs propres forces.
La position clé de Neak Luong sur la rive est du Mékong était complètement isolée. Le KAF et le MNK étaient surchargés et sous-approvisionnés et ne pouvaient pas satisfaire les demandes de la FANK. La situation logistique générale des FANK était de plus en plus critique et le ravitaillement en munitions de l'infanterie ne pouvait se faire que sporadiquement.

### 1eravril
Le premier ministre Lon Nol a démissionné le 1er avril. La cérémonie de départ au palais Chamcar Mon n'a été suivie que par des khmers, le corps diplomatique n'ayant pas été invité. Depuis le terrain de Chamcar Mon, des hélicoptères ont emmené Lon Nol, sa famille et son groupe à Pochentong, où Lon Nol a rencontré l'ambassadeur américain John Gunther Dean (en) avant d'embarquer sur un vol d'Air Cambodge pour U-Tapao en Thaïlande et en exil. Saukam Khoy devint président par intérim, et on espérait qu'avec le départ de Lon Nol, les négociations de paix pourraient progresser.
L'aggravation rapide de la situation de mars a été couronnée dans la nuit du 1er avril par la chute de Neak Luong, malgré une résistance féroce et après un siège de trois mois. Ce développement a ouvert l'approche sud de la capitale et a libéré 6000 soldats khmers rouges pour rejoindre les forces assiégeant Phnom Penh. La capture de six obusiers de 105 mm à Neak Luong était une menace supplémentaire pour la capitale.

### 2–11 avril
Du 3 au 4 avril, toutes les positions FANK sur la route 1 au-dessus de Neak Luong détenues par la 1re division FANK sont tombées les unes après les autres. Tout renfort, que ce soit par la route ou par le Mékong, était impossible. Au nord de la capitale, dans la zone de la 7e division, les attaques des Khmers rouges se sont succédé quotidiennement et malgré un soutien aérien régulier, la situation ne s'améliorait pas. Plusieurs contre-attaques de FANK, menées pour reprendre les positions perdues, ont échoué. Les pertes subies par la 1ère Division augmentaient chaque jour et l'évacuation de ses malades et blessés par hélicoptère n'était plus possible.
Les dernières réserves du haut commandement, constituées en prenant à la hâte les bataillons de l'ancienne garde provinciale, ont été précipitées vers le nord, pour être complètement dispersées par les Khmers rouges après plusieurs heures de combat. Une grande brèche s'ouvrait dans les défenses nord, sans espoir de la refermer. A l'ouest, les troupes de la 3e division du général de brigade Norodom Chantaraingsey (en), malgré des renforts, ne sont pas parvenu à rejoindre leurs propres éléments à Kompong Speu et à reprendre la position à Toul Leap. Une erreur de calcul qui a fait atterrir des tirs d'artillerie FANK sur des éléments de la 3e division pendant l'opération a gravement affecté le moral de l'unité.
Pendant toute cette période, les réfugiés civils ont fui vers la capitale de toutes les directions. Les autorités, tant civiles que militaires, étaient débordées et ne savaient pas où les loger. Les écoles, les pagodes et les jardins publics étaient occupés par les réfugiés. Les autorités n'avaient aucun moyen de déterminer qui était ami et qui était Khmer rouge.
Le 11 avril à Pékin, le gouvernement américain a demandé le retour immédiat du prince Norodom Sihanouk, figure de proue du Front uni national du Kampuchéa (FUNK), à Phnom Penh. Sihanouk a rejeté la demande le lendemain matin.

### 12 avril

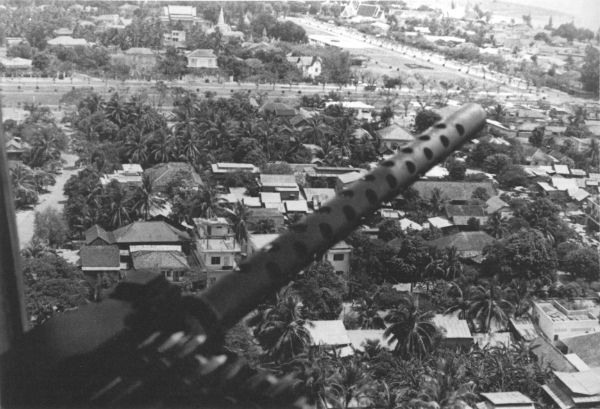
Vue de Phnom Penh depuis un hélicoptère américain, 12 avril 1975.

Avec l'aggravation de la situation à Phnom Penh, le 12 avril, l'ambassade américaine a lancé l'opération Eagle Pull, l'évacuation de tout le personnel américain. L'ambassadeur Dean a invité les membres du gouvernement à être évacués, mais tous ont refusé à l'exception du président par intérim Saukham Khoy, qui est parti sans prévenir ses collègues dirigeants. L'évacuation a été un choc pour de nombreux dirigeants de la République khmère, car Phnom Penh et presque toutes les capitales provinciales (à l'exception de celles de l'est occupées par les nord-vietnamiens) étaient aux mains du gouvernement, remplies de millions de réfugiés. Les estimations placent la population sous contrôle gouvernemental à six millions et celle sous contrôle khmer rouge à un million.
A 8 h 30, le Conseil des ministres s'est réuni au cabinet du Premier ministre Long Boret. Il fut décidé de convoquer une assemblée générale composée des plus hauts fonctionnaires et chefs militaires. À partir de 14 h 0 l'assemblée générale siégea au Palais Chamcar Mon. Il a finalement adopté une résolution unanime demandant le transfert du pouvoir aux militaires et condamnant Saukham Khoy pour ne pas avoir cédé sa charge de manière légitime. A 23 h 0 l'assemblée générale a élu les membres du Comité Suprême : le lieutenant général Sak Sutsakhan (en), le chef d'état-major de la FANK, le général de division Thongvan Fanmuong, le contre-amiral du MNK Vong Sarendy (en), le commandant de la KAF et général de brigade Ea Chhong, Long Boret, Hang Thun Hak, vice-Premier ministre et Op Kim Ang, représentant du Parti social républicain 
La situation militaire s'était fortement dégradée dans la journée. Au nord, la ligne défensive est coupée en plusieurs points par les Khmers rouges, malgré la résistance farouche des unités FANK. L'aéroport de Pochentong était en danger imminent d'être pris. Le petit aéroport militaire de Mean Chey (en) devait être désigné comme lieu d'atterrissage d'urgence pour les avions et hélicoptères apportant munitions et ravitaillement.

### 13–16 avril

La dernière offensive des Khmers rouges contre Phnom Penh.

Le 13 avril était le Nouvel An cambodgien et les Khmers rouges continuaient de bombarder Phnom Penh. À 9 h 0, le Comité suprême a tenu sa première session et a élu à l'unanimité le président Sak Sutsakhan, devenant à la fois le chef du gouvernement et le chef de l'État par intérim. Sak a décidé de faire une dernière offre de paix au prince Sihanouk, lui transférant la République et ses forces armées, mais sans se rendre aux Khmers rouges. Tard dans la nuit, Sak a convoqué une réunion du Conseil des ministres, cette fois composé à la fois du Comité suprême et du Cabinet.
Ce Conseil a pris des décisions comprenant des mesures politiques et militaires, canalisant le flux toujours croissant de réfugiés dans les écoles, les pagodes, leur alimentation, le remaniement du cabinet, renforçant les troupes à Phnom Penh par avion en envoyant quelques bataillons de différentes provinces à travers l'aéroport de Chey et la formation d'un comité ad hoc présidé par Long Boret pour préparer des ouvertures de paix pour le prince Sihanouk ou les Khmers rouges.
Le 14 avril, la situation militaire devenait de plus en plus précaire. Ce matin-là, le Cabinet s'est réuni au bureau de Sak au quartier général de l'état-major général. À 10 h 25, un pilote de la KAF a largué quatre bombes de 250 livres depuis son avion d'attaque léger T-28. Deux des bombes ont explosé à environ 18 mètres du bureau de Sak, tuant sept officiers et sous-officiers et en blessant vingt autres. Sak a déclaré un couvre-feu de 24 heures et a annoncé que la bataille continuerait.
Cet après-midi-là, Takhmau, la capitale de la province de Kandal à 11 kilomètres au sud de Phnom Penh, est tombée aux mains des Khmers rouges. La perte de ce point clé du périmètre de défense des FANK a eu un effet démoralisant. Plusieurs contre-attaques ont été lancées mais en vain. Bientôt, une bataille acharnée s'est engagée dans la banlieue sud. Le ravitaillement aérien américain à Pochentong a été complètement interrompu.
Le 15 a commencé avec la pression des Khmers rouges du nord et de l'ouest. Pochentong et la digue orientée est/ouest au nord de Phnom Penh, qui formaient toutes deux le dernier anneau de défense autour de la capitale, ont été envahies par les assauts des Khmers rouges. L'intervention de la brigade parachutiste, ramenée de l'est du Mékong, n'a eu aucun effet sur la situation à l'ouest de la capitale. La brigade a essayé de se déplacer vers l'ouest, mais n'a pu parcourir que 6 kilomètres sur la route 4. Pendant ce temps, les réfugiés ont continué à affluer dans la ville.

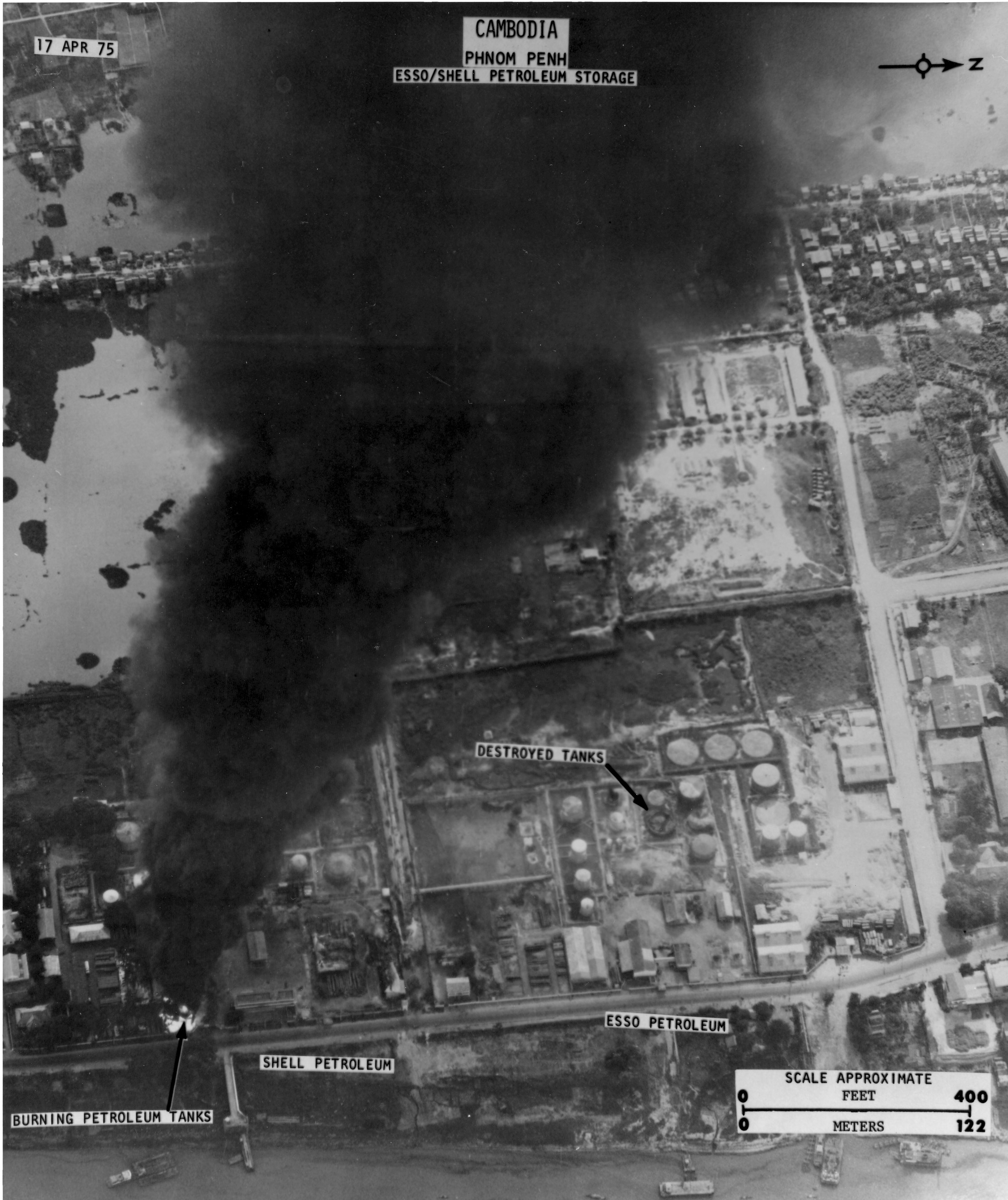
Une vue de reconnaissance aérienne d'un réservoir de stockage de pétrole Esso Shell en feu, à Phnom Penh, le 17 avril 1975.

Le 16 avril, le conseil des ministres du matin était entièrement consacré à la mécanique de l'envoi le plus rapide possible d'une offre de paix à Pékin. Long Boret a rédigé l'offre appelant à un cessez-le-feu immédiat et à un transfert de pouvoir au FUNK. L'offre a été envoyée à Pékin via la Croix-Rouge et l'Agence France-Presse. La situation militaire empirait, le dépôt pétrolier Shell au nord de la ville était incendié par des coups de feu, tandis que le feu balayait des cabanes au sud de la ville.
Tout l'après-midi, le Cabinet attendit la réponse de Pékin. À 23 h 0, une réponse n'était toujours pas arrivée et le Cabinet s'est rendu compte que les Khmers rouges ne voulaient pas accepter l'offre. Pendant ce temps, les Khmers rouges avaient occupé la rive est du Mékong à la suite du retrait de la brigade de parachutistes, tandis que la 2e division du général Dien Del (en) tenait le pont Monivong.
Les T-28D de la KAF ont effectué leur dernière sortie de combat en bombardant le centre de contrôle et les hangars de la KAF à Pochentong lors de sa capture par les Khmers rouges. Après avoir pratiquement épuisé leurs réserves de munitions, 97 avions KAF se sont échappés des bases aériennes et des aérodromes auxiliaires à travers le Cambodge, avec un petit nombre de personnes à charge civiles à bord vers des refuges sûrs en Thaïlande voisine.

### 17 avril

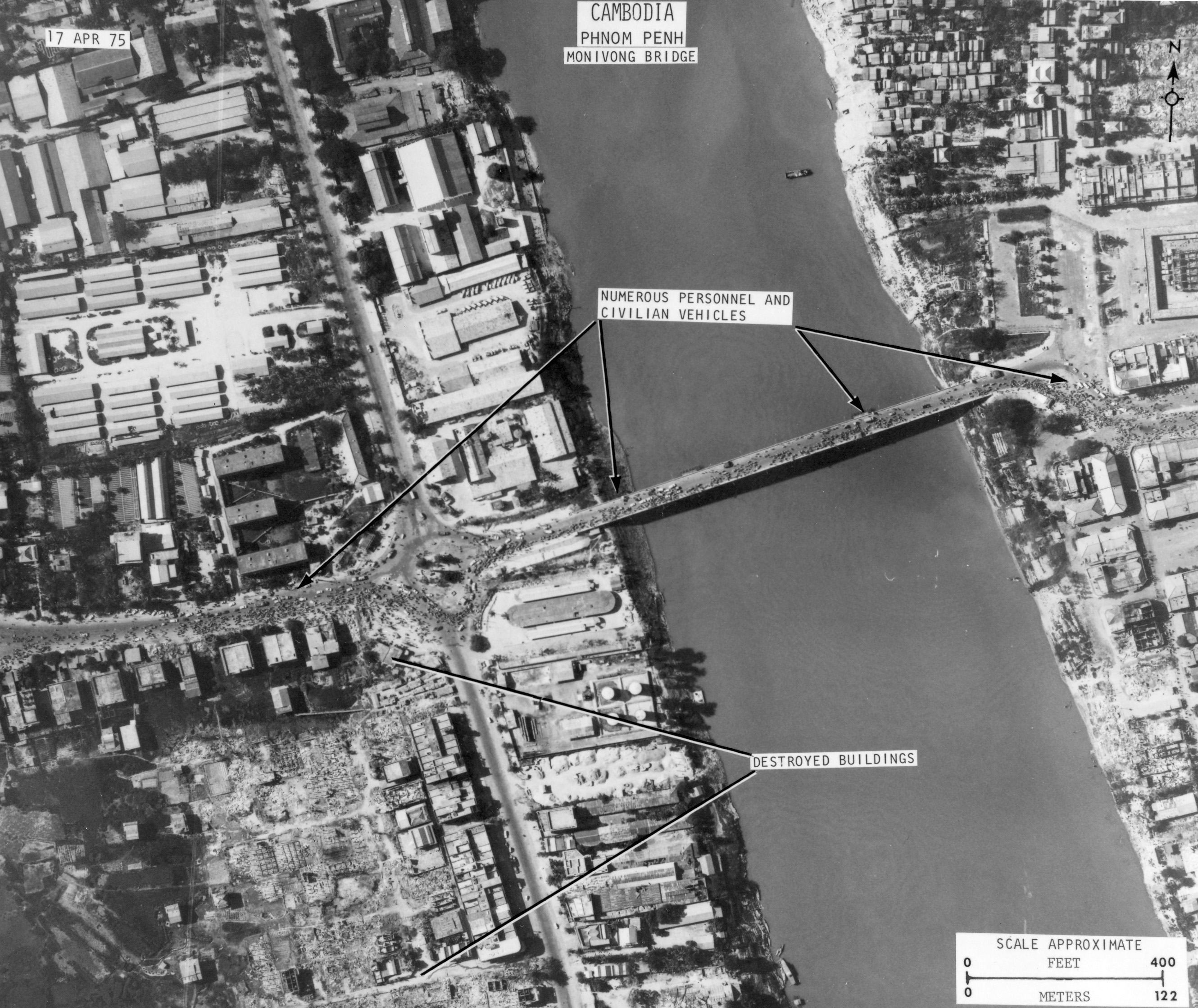
Vue aérienne de reconnaissance du pont Monivong à Phnom Penh le 17 avril 1975.

À 2 h 0 le 17 avril, le Cabinet a convenu que, comme son offre de paix n'avait pas été acceptée, il déplacerait le Cabinet, le Comité suprême et même des membres de l'Assemblée de Phnom Penh au nord vers la capitale de la province d'Oddar Meanchey à la frontière thaïlandaise afin de poursuivre la résistance à partir de là. Le seul moyen de quitter la capitale était l'hélicoptère. A 4 h 0 les membres du Gouvernement se sont réunis dans le jardin devant le Wat Botum Vaddey pour évacuation, mais les hélicoptères ne se sont pas présentés.
L'aube se levait à l'est de l'horizon. Les membres du gouvernement sont rentrés chez le premier ministre Long Boret à 5 h 30 et ont décidé de résister jusqu'à la mort à Phnom Penh même. Après 6 h 0, le ministre de l'Information, Thong Lim Huong, a apporté un câble tout juste arrivé de Pékin informant que l'appel à la paix avait été rejeté par Sihanouk. Dans le même temps, ils ont qualifié les sept membres du Comité suprême de principaux traîtres, en plus des sept qui avaient pris le pouvoir en 1970.
De violents combats avaient lieu depuis 4 h 0 dans le nord de la ville autour de la centrale électrique principale. À l'aube, les tirs ont cessé lorsque les forces FANK ont cédé la place aux Khmers rouges et se sont retirées le long du boulevard Monivong dans le centre-ville. L'amiral Vong Sarendy était de retour à la base navale attaquée par les Khmers rouges. Il a appelé Sak plus tard pour l'informer que la base était encerclée et sur le point d'être envahie. Lorsque les forces khmères rouges sont entrées dans le poste de commandement, Sarendy s'est suicidé.
À 8 h 0, le reste du Cabinet, les députés et les sénateurs ont quitté la séance, laissant Long Boret et Sak. Le général Thach Reng est arrivé pour les supplier de partir avec lui, car il avait encore ses hommes des forces spéciales (en) et sept hélicoptères UH-1 à sa disposition au stade olympique. Vers 8 h 30, Sak et sa famille sont montés à bord d'un hélicoptère et ont été transportés par avion, tout comme le commandant de la KAF, Ea Chhong. Pendant ce temps, Long Boret est monté à bord d'un autre hélicoptère qui n'a pas réussi à décoller.
Quatre hélicoptères se sont envolés vers Kampong Thom pour faire le plein, arrivant à 9 h 30. Établissant un contact radio avec Phnom Penh, Sak apprit que les Khmers rouges avaient pénétré dans l'état-major général. Le général Mey Sichan s'est adressé à la nation et aux troupes au nom de Sak en leur demandant de hisser le drapeau blanc en signe de paix. L'hélicoptère de Sak est arrivé à Oddar Meanchey à 13 h 30, alors que l'effondrement de la République était imminent. Toute chance de rétablir le gouvernement s'évanouissait et les officiers réunis décidèrent de s'exiler en Thaïlande.
Lorsque les Khmers rouges sont entrés dans la capitale, un petit groupe de soldats et d'étudiants armés, dénommé MONATIO (en) et dirigé par Hem Keth Dara, a commencé à conduire dans la ville pour accueillir l'arrivée des Khmers rouges. MONATIO était apparemment une création de Lon Non, dans une tentative de partager le pouvoir avec les Khmers rouges. Initialement tolérés par les Khmers rouges, les membres de la MONATIO ont ensuite été arrêtés et exécutés.
Plusieurs heures plus tard, les Khmers rouges ont commencé à entrer dans le centre de Phnom Penh de toutes les directions et se sont postés au carrefour majeur où ils ont désarmé les soldats des FANK et récupéré des armes. Les soldats désarmés ont ensuite marché vers le stade olympique où ils ont ensuite été exécutés. Les Khmers rouges ont tenu une conférence de presse au ministère de l'Information où un certain nombre de prisonniers, dont Lon Non et Hem Keth Dara, étaient détenus. Une voiture transportant Long Boret arriva et il rejoignit les prisonniers.
Après midi, les Khmers rouges ont ordonné l'évacuation de la ville pendant trois jours, expulsant les expatriés et les cambodgiens de l'hôtel Le Phnom, que la Croix-Rouge avait cherché à établir comme zone neutre, et vidant les hôpitaux de la ville, qui contenaient environ 20 000 blessés qui avaient peu de chances de survivre au voyage à la campagne. Environ 800 expatriés et 600 cambodgiens se sont réfugiés à l'ambassade de France. À cette époque, les forces militaires khmères rouges ne comptaient que 68 000 hommes, avec 14 000 autres membres du parti. Elisabeth Becker affirme que faute du nombre nécessaire pour contrôler ouvertement le Cambodge, vider Phnom Penh de ceux de sa population qui leur étaient indifférents ou ouvertement hostiles était essentiel pour assurer le contrôle des Khmers rouges.
Khoy Thoun (en), un commandant adjoint du front khmer rouge, a organisé le "Comité pour anéantir les ennemis" à l'hôtel Monorom. Sa première action a été d'ordonner l'exécution immédiate de Lon Non et d'autres personnalités gouvernementales. Les officiers FANK capturés ont été emmenés à l'hôtel Monoram pour écrire leurs biographies, puis au stade olympique, où ils ont été exécutés.

## Conséquences
Le matin du 18 avril, Sak et les autres membres du gouvernement de la République khmère et divers militaires sont montés à bord d'un KAF C-123 et se sont envolés pour U-Tapao et en exil. Le même jour, les Khmers rouges ordonnèrent à tous les cambodgiens de l'ambassade de France, autres que les femmes mariées à des français, de quitter l'ambassade ou ils la reprendraient, rejetant tout droit d'asile. Parmi les personnes expulsées figurait le prince Sisowath Sirik Matak, l'un des responsables de la destitution de Sihanouk du pouvoir en 1970 et qui avait été qualifié de l'un des sept traîtres originaux marqués pour exécution par le FUNK. La princesse Mam Manivan Phanivong (en), une des épouses de Sihanouk, a également été expulsée, tout comme Khy-Taing Lim, le ministre des Finances, et Loeung Nal, ministre de la Santé.
Long Boret a été exécuté sur le terrain du Cercle Sportif à Phnom Penh (aujourd'hui siège de l'ambassade des États-Unis) le 21 avril ou vers cette date. La radio khmère rouge a rapporté par la suite qu'il avait été décapité mais d'autres rapports indiquent que lui et Sisowath Sirik Matak ont été exécutés par un peloton d'exécution ou qu'il a reçu une balle dans le rein et qu'il a subi une mort lente, tandis que sa famille a été exécutée par des tirs de mitrailleuses.
Pol Pot est arrivé dans un Phnom Penh désert le 23 avril. Le 30 avril, les occupants de l'ambassade de France sont embarqués dans des camions et conduits à la frontière thaïlandaise, où ils sont arrivés quatre jours plus tard.
L'effondrement de la République khmère à la suite de la chute de Phnom Penh a permis aux Khmers rouges de consolider leur contrôle sur le Cambodge et d'amorcer la mise en place de leur socialisme agraire (en). Des partisans de la République khmère et de l'intelligentsia ont été tués, tandis que l'ancienne population urbaine a été utilisée comme travail forcé dans les campagnes, beaucoup mourant de violence physique et de malnutrition. Cela a finalement entraîné 1,5 à 2 millions de morts pendant le génocide cambodgien.
Les Khmers rouges ont coupé tout contact avec le monde extérieur autre qu'avec ses partisans, la Chine et le Nord-Vietnam. Après la chute de Saïgon le 30 avril 1975, les Khmers rouges ont exigé que toutes les forces de l'Armée populaire du Vietnam (PAVN) et du Viet Cong quittent leurs bases au Cambodge, mais le PAVN a refusé de quitter certaines zones qu'ils prétendaient être le territoire vietnamien. Le PAVN a également décidé de prendre le contrôle d'un certain nombre d'îles autrefois contrôlées par le Sud-Vietnam et d'autres territoires et îles contestés entre le Vietnam et le Cambodge. Cela a conduit à une série d'affrontements entre le Vietnam et le Cambodge sur plusieurs îles en mai 1975 et à la saisie de navires étrangers par les Khmers rouges, ce qui a déclenché l'incident du Mayaguez. Les affrontements entre le Cambodge et le Vietnam se sont poursuivis jusqu'en août 1975. Les relations entre les deux pays se sont améliorées par la suite jusqu'au début de 1977, lorsque l'Armée révolutionnaire kampuchéenne (en) a commencé à attaquer les provinces frontalières vietnamiennes, tuant des centaines de civils vietnamiens. Cela a finalement abouti à la guerre cambodgienne-vietnamienne à partir de décembre 1978.

## Dans la culture populaire
La chute de Phnom Penh est représentée dans les films La Déchirure, Le Temps des aveux et D'abord, ils ont tué mon père.